# Mariscal
Mariscal era un oficial militar de alta graduación en los ejércitos de Europa. En los países anglosajones, el mariscal o marshal es un término utilizado en varios títulos oficiales en diversas ramas de la sociedad. A medida que los mariscales se convirtieron en miembros de confianza de las cortes de la Europa medieval, el título ganó reputación. Durante los últimos siglos, se ha utilizado para cargos elevados, como en el rango militar y la aplicación de la ley civil.
En España era adjunto inmediato y auxiliar de campo del Condestable y su segundo. Estaba subordinado a este o algún equivalente del Estado Mayor y resumía en sí una parte de la logística y del mando delegado por el Condestable, quien ostentaba la máxima jurisdicción militar. Este cargo se mantiene hoy en día, aunque no se hallan tantos como antes.
Carlos I mudó el contenido del oficio de Mariscal al Maestre de Campo en el siglo XVI, pero siguió algún título de Mariscal con valor de «Capitán de Guardias» del rey. El título se conservó también «Ad honorem», tales como marqueses de Malpica, Riberas, Malagón, Saavedras y Don Fernando de Ribadeneyra, señor de Caudilla.
El mariscal está muy relacionado con el Condestable y este tuvo mayor antigüedad, extensión y primacía especialmente en Francia.
- El condestable, figuradamente, estaría entre las antiguas funciones del «praefectus» cohortis, legionis, castrorum y el Mariscal, también figuradamente y a lo sumo, sería una suerte de Tribuno militar subordinado al «Magister equitum» y este al Dictador romano. (Magister equitum habría derivado en Condestable).

## Etimología
"Mariscal" proviene del fráncico *marhskalk (="palafrenero, cuidador, servidor"), a partir del antiguo germánico *marha- "caballo" (compárese con el inglés mare, yegua y con el alemán Mährek caballo de mala traza) y skalk- "servidor".
Por lo tanto, originalmente mariscal era el cuidador de los caballos, un título análogo al tardorromano y bizantino condestable o comes stabuli ("conde de los establos"). No obstante, Oudinot en su «Aperçu historique sur la dignité de maréchal de France, (1833)» sostuvo que scalch equivale al francés: maitre; el que tiene autoridad.

Otro oficio que se daba por tiempo es Mariscal, el oficio de este era asentar el Real en la batalla y proveer que el campo a donde pusiesen las tiendas tuviese agua, leña, que hubiese de alguna parte algún monte para guarda. Estos eran dichos entre los romanos Prefectos de las cohortes, porque señalaban a cada legión y a cada cohorte su asiento en el campo y han de asistir siempre en la guerra y andar adjunto al condestable para ver lo que manda. Ya de todo esto no ha quedado más que el nombre y así se da por honra de muchos caballeros, porque la disciplina militar según este tiempo, requiere otro orden en los oficios. Jerónimo Román de la Higuera, en 1575.

### Tesis
Según Ravenstein, en sus Discursos, Mariscal es lo mismo que Maestre de Campo general. Pero Lechuga dice: "Toda judicatura toca al Maestro de Campo general, por cuya consecuencia es el primero del ejército (después del general) y no habiendo Condestable con la autoridad que debe tener y tenía en otro tiempo, como quien lo ha de mandar, juzgar y determinar, y a los que son de opinión que el General de la caballería es más que el Maestro de Campo general, se responde que si bien en algunas historias de España se nombra mariscal, ninguno declara el oficio que era, ni se ha podido sacar más luz de que este era como ahora «cuartel-maestre», porque repartía los alojamientos después de haberlos reconocido y señalado al Condestable, que era el que más propiamente hacía lo que ahora el Maestro de Campo general, y así parece que este nombre ha venido a España después que la casa de Borgoña se juntó a ella, de la manera que vino el de los oficios domésticos de la Casa Real, y es de creer que quien los introdujo en la casa lo haría también en la milicia, como hizo otra cosa más dificultosa, así como poner en las banderas las cruces rojas de San Andrés patrón de Borgoña, que usamos desde entonces en ellas, habiendo quitado las antiguas y tan diferentes que traía España. Es la costumbre antigua y moderna de la casa de Borgoña en la guerra (por no haber tenido Condestable), todas las veces que ha hecho o hacen esto, elegir un Marexal, que el Maestro de Campo General, de experiencia y valor que pueda ser estimado, como lo ha sido siempre, por la segunda persona del exercito."

## Historia
Desde un principio los mariscales eran auxiliares de campo adjuntos y subordinados al condestable. En España este oficio y dignidad militar siempre lo fue «de campo» y tuvo cierta tradición. Así, el Condestable fue sustituido por el Capitán general en el siglo XVI, el oficio de mariscal fue conservado por Carlos I, aunque mudado el nombre a Maestre de Campo.

### España

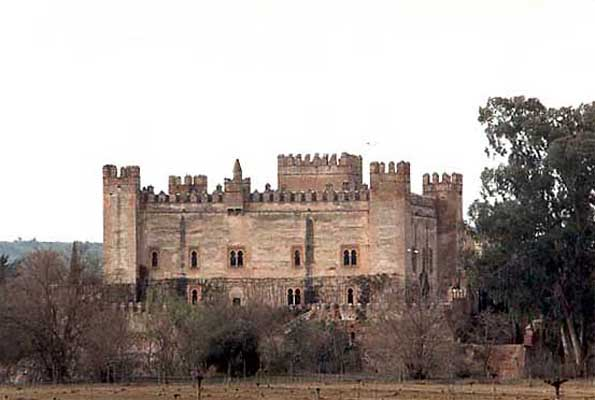
Castillo de Malpica, en 1599 el castillo pasó a ser propiedad de los Mariscales de Castilla.

En 1575, Jerónimo Román de la Higuera mencionaba que el título «condestable» fue exhibido en Castilla por el francés Bertrand du Guesclin, conocido como «Claquín», quien guerreó en el bando de Enrique II de Castilla contra su hermano el rey Pedro I de Castilla. Habiendo vencido Enrique II, le sucedió Juan I y creó este título que se aparejó con el de mariscal.
El rey Juan I de Castilla fue el que por primera vez dio el título de condestable de este reino a Alfonso de Aragón el Viejo, I marqués de Villena, conde de Gandía, el 6 de julio de 1382 e hizo mariscal de campo a Fernando Álvarez de Toledo y Pero Ruiz Sarmiento, títulos hasta entonces inexistentes en Castilla.

Sea como quiera, la introducción oficial en Castilla del nombre y cargo de Mariscal es antigua, como lo demuestra el texto siguiente: «En el año adelante de 1382 años, hizo el Rey Don Juan I dos oficios nuevos en Castilla, que nunca en ella los había habido, que fueron Mariscales i dio el un oficio de Mariscal a Hernad Álvarez de Toledo, hermano segundo de Don García Álvarez de Toledo, señor de Oropesa i Val de Corneja, y deste Hernad Álvarez dependen los duques de Alba que hoy (1540) son, y el otro oficio de mariscal lo dio a Pero Ruiz Sarmiento, y estos fueron los primeros mariscales que hubo en Castilla».

Este título se conservó «Ad honorem» en los descendientes de los que antiguamente lo fueron en los reinos de Castilla, Andalucía, etc.

Los reyes posteriores a Juan I, lo fueron dando siempre a su voluntad, a caballeros de nobleza y en las partes geográficas que se requerían. Unos se llamaron mariscales de Castilla, otros de León y otros de Andalucía, conforme era la parte por donde se hacía guerra, contra Portugal o contra musulmanes. Aunque está hoy (1618) muy alterado, porque ha venido a pasar este oficio en dignidad, de que gozan hoy algunos señores que tienen estos títulos. (...) El oficio que solían exercitar en la guerra hacen los mariscales de campo generales. Pertenéceles el gobierno y regimiento de la caballería e infantería, conocen de todas las causas civiles y criminales de los exércitos, ponen precio a todos los bastimentos que se vienen a vender a los reales, ordenan los alojamientos, cuando los campos se han de mudar de un puesto a otro. Para esto tienen muchos ministros Auditores, que substancian los procesos y los determinan: Barracheles o Alguaciles, que executan sus mandamientos, órdenes e instrucciones, Furrieles o Aposentadores, que hacen los alojamientos.» (SALAZAR. Dignidades. pág. 330).

#### Mariscal o Capitán de Guardias en elsigloXVI
En el siglo XVI y una vez mudado a Maestre de Campo, militarmente el cargo de mariscal fue en ocasiones eventual y sinónimo de Capitán de Guardias. El título expedido por el duque de Alba en 4 de agosto de 1546 a favor de Martín de Lelis dice:

Por cuanto conviene al servicio de S. M. que para el poner de las guardias de gente de a caballo y proveer de las escoltas que fueren necesarias, y se hubieren de hacer para guardia, seguridad y beneficio del ejército, se nombre y dipute persona de calidad, prudencia, fidelidad y experiencia, confiando de vos el comendador Martín de Lelis, gentilhombre de S. M. (...) os nombro, y diputo, y señalo por capitán de las guardias que sirven y sirvieren en este felicísimo ejército y por Mariscal de él, para que tengáis cargo de las guardias, y escoltas, y otros efectos que se hubieren de hacer y proveer en él, y para las otras cosas que los otros mariscales de gente de a caballo suelen y acostumbran y deben hacer (...) que de aquí en adelante os hayan y tengan reputen, honren y obedezcan como a tal capitán de las Guardias y Mariscal de toda la gente de guerra de a caballo de este felicisimo ejército, etc.

### Francia
En Francia el título de mariscal ha sido de mucho tiempo anexo a la milicia y muy distinguido. Los mariscales de campo fueron creados por primera vez en Francia por Francisco I, pero no lo fueron sino por comisión y no pasaron a serlo efectivos hasta el reinado de Enrique IV. Los mariscales de campo entonces eran los primeros oficiales del ejército después del general, puesto que los tenientes generales no fueron creados hasta el reinado de Luis XIII de Francia. En los demás reinos de Europa se fue introduciendo este destino a proporción que fueron dando a sus tropas la misma organización militar.Algunos de los más importantes mariscales de Francia fueron Catinat, Luxemburgo, Schomberg, Craquis, Bouffers, Montecuculi, Berwick, Vendome o Villars.
Con el título de mariscal de campo había antiguamente un oficial que el rey comisionaba para presidir los duelos que se hacían con su venia en campo cerrado entre dos campeones.

## Tipos de mariscales
- Mariscal de Campo. Oficial general que ocupa en la milicia el grado intermedio entre el brigadier y el de teniente general. También fue, en algunos países la máxima autoridad militar.
- Mariscal de logis. Se llama así el que en los ejércitos tenía el cargo de alojar a la tropa de caballería y arreglar su servicio.
- Mariscal del Rey. Título antiguo en Alemania y Francia que se introdujo en España en el siglo XIV y equivalía a Maestre de campo.
- Mariscal General de Francia (Maréchal général des camps et armées du roi). Título para indicar a quien tenía autoridad sobre todos los ejércitos franceses.
- Mariscal de la Unión Soviética, máximo rango militar de la Unión Soviética. Creado en 1935 y abolido en 1991.
- Yuan Shuai: (元帥) rango militar chino que correspondía al de un Mariscal en otras naciones. Se confería dicho rango a los generales distinguidos durante los períodos dinásticos y republicanos de China. En 1955, durante el período de la República Popular China, se concedió dicho rango a diez comandantes del Ejército Popular de Liberación. Fue suprimido 10 años después. También existía un rango de mayor nivel que era el de Da Yuan Shuai (大元帥), que correspondía al de un Generalísimo en otras naciones.

## Listados de Mariscales

### Algunos mariscales famosos en la historia
- Gran Mariscal Deodoro da Fonseca, brasileño
- Gran Mariscal de Zepita Andrés de Santa Cruz, boliviano
- Gran Mariscal de Ingavi José Ballivian, boliviano
- Gran Mariscal de Áncash Manuel Bulnes, chileno
- Gran Mariscal de Ayacucho Antonio José de Sucre, Venezolano
- Mariscal de Campo José Félix Ribas, Venezolano
- Mariscal de Campo Simón Bolívar, Venezolano
- Mariscal Floriano Peixoto, brasileño
- Mariscal Antonio de Narváez Latorre, neogranadino
- Mariscal del km.7 Bernardino Bilbao Rioja, boliviano
- Mariscal de Montenegro Otto Philipp Braun, boliviano, alemán
- Mariscal de la República de Bolivia Juana Azurduy, boliviana (póstuma)
- Mariscal Francisco Solano López, paraguayo
- Mariscal José Félix Estigarribia, paraguayo
- Mariscal Juan Crisóstomo Falcón, venezolano
- Mariscal Zhu De, chino
- Mariscal Josip Broz Tito, yugoslavo
- Mariscal Iósif Stalin, soviético
- Mariscal de Polonia Józef Piłsudski, polaco

### Mariscal del Perú
- Gran Mariscal del Perú Toribio de Luzuriaga y Mejía, peruano
- Gran Mariscal del Perú José de la Riva Agüero, peruano
- Gran Mariscal del Perú José de la Mar, peruano
- Gran Mariscal del Perú Blas Cerdeña, peruano
- Gran Mariscal del Perú Antonio Gutiérrez de la Fuente, peruano
- Gran Mariscal del Perú Ramón Castilla y Marquezado, peruano
- Gran Mariscal del Perú Francisco Bolognesi Cervantes, peruano
- Gran Mariscal del Perú Andrés Avelino Cáceres Dorregaray, peruano "El brujo de los Andes"
- Gran Mariscal del Perú Bernardo O'Higgins, chileno
- Gran Mariscal del Perú Agustín Gamarra, peruano
- Gran Mariscal del Perú Eloy Ureta Montehermoso, peruano
- Gran Mariscal del Perú Luis José de Orbegoso y Moncada, peruano
- Gran Mariscal del Perú Miguel de San Román, peruano
- Gran Mariscal del Perú Mariano Pascual Necochea, rioplatense
- Gran Mariscal del Perú Juan Antonio Álvarez de Arenales, argentino
- Gran Mariscal del Perú Oscar Raimundo Benavides, peruano
- Gran Mariscal del Perú Domingo Nieto y Márquez, peruano "Quijote de la Ley"

### Mariscal de Bolivia
- Gran Mariscal de Ayacucho Antonio José de Sucre
- Gran Mariscal de Zepita Andrés de Santa Cruz y Calahumana
- Mariscala de la Patria Grande Juana Azurduy de Padilla
- Mariscal de Montenegro Otto Philipp Braun
- Mariscal de Yanacocha
- Mariscal de Ingavi José Ballivián Segurola
- Mariscal del Kilómetro 7 Bernardino Bilbao Rioja

### Mariscal de Francia
- Mariscal de Francia Francisco de Miranda
- Mariscal del imperio francés, Joaquín Murat
- Mariscal del imperio francés, Louis-Alexandre Berthier
- Mariscal del imperio francés, Bon-Adrien Jeannot de Moncey
- Mariscal del imperio francés, Jean-Baptiste Jourdan
- Mariscal del imperio francés, André Masséna
- Mariscal del imperio francés, Pierre Augereau
- Mariscal del imperio francés, Jean-Baptiste Bernadotte
- Mariscal del imperio francés, Guillaume Brune
- Mariscal del imperio francés, Jean-de-Dieu Soult,
- Mariscal del imperio francés,Jean Lannes

### Mariscales de campo españoles
- Diego Fernández de Córdoba, mariscal de campo
- García de Ayala, mariscal de campo
- Fernando Arias de Saavedra, mariscal de campo
- Pedro Pardo, mariscal de campo
- Antonio Ares Pardo de Saavedra, mariscal de campo. (Sobrino del cardenal Tavera)
- García González de Herrera, mariscal de campo
- Diego Fernández, mariscal de campo de Castilla
- García Gutiérrez de Herrera, mariscal de campo
- Juan de Herrera, mariscal de campo
- Fernan García de Herrera, mariscal de campo de Castilla
- Sancho de Londoño, mariscal de campo
- Juan de Benavides, mariscal de campo
- Martin de Cordova y Velasco, mariscal de campo
- Felipe Cascajares y Azara, mariscal de campo
- Marciano Fernández Pacheco, XII marqués de Moya, mariscal de campo
- Ramón Soriano y Pérez, mariscal de campo destinado a Cuba en 1879

#### Mariscales de campo de Navarra
- Leonel (h. 1377 - 1413) 3.er mariscal del Reyno
- Felipe I de Navarra (+ 1450) 4.º mariscal del Reyno
- Pedro I de Navarra (h. 1425 - 1471) 5.º mariscal del Reyno
- Felipe II de Navarra (+ 1480) 6.º mariscal del Reyno
- Pedro II de Navarra (+ 1522 en mazmorras) 7.º mariscal del Reyno
- Pedro III de Navarra (1499 - 1566) 8.º mariscal del Reyno
- Francisco de Navarra, prior de Roncesvalles (+ 1563)

#### Mariscales de campo españoles, Edad Contemporánea
- Manuel Olaguer Feliú, mariscal de campo
- Marqués de Rodil, mariscal de campo
- Antonio Olaguer Feliú, mariscal de campo

### Primera Guerra Mundial (1914-1918)
- Mariscal de Francia Philippe Pétain
- Gran Mariscal de Alemania Paul von Hindenburg
- Mariscal de Francia Ferdinand Foch

### Segunda Guerra Mundial (1939-1945)

#### Mariscales de Campo de la Alemania Nazi
- 20 de abril de 1936 - Werner von Blomberg (1878-1946)
- 4 de febrero de 1938 - Hermann Göring (1893-1946)
- 19 de julio de 1940 - Walther von Brauchitsch (1881-1948)
- 19 de julio de 1940 - Albert Kesselring (1885-1960)
- 19 de julio de 1940 - Wilhelm Keitel (1882-1946)
- 19 de julio de 1940 - Günther von Kluge (1882-1944)
- 19 de julio de 1940 - Wilhelm Ritter von Leeb (1876-1956)
- 19 de julio de 1940 - Fedor von Bock (1880-1945)
- 19 de julio de 1940 - Wilhelm List (1880-1971)
- 19 de julio de 1940 - Erwin von Witzleben (1881-1944)
- 19 de julio de 1940 - Walther von Reichenau (1884-1942)
- 19 de julio de 1940 - Erhard Milch (1892-1972)
- 19 de julio de 1940 - Hugo Sperrle (1885-1953)
- 19 de julio de 1940 - Gerd von Rundstedt (1875-1953)
- 31 de octubre de 1940 - Eduard Freiherr von Böhm-Ermolli (1856-1941)
- 22 de junio de 1942 - Erwin Rommel (1891-1944)
- 30 de junio de 1942 - Georg von Küchler (1881-1968)
- 1 de julio de 1942 - Erich von Manstein (1887-1973)
- 31 de enero de 1943 - Friedrich Paulus (1890-1957)
- 1 de febrero de 1943 - Paul Ludwig Ewald von Kleist (1881-1954)
- 1 de febrero de 1943 - Maximilian Reichsfreiherr von Weichs (1881-1954)
- 1 de febrero de 1943 - Ernst Busch (1885-1945)
- 16 de febrero de 1943 - Wolfram Freiherr von Richthofen (1895-1945)
- 1 de marzo de 1944 - Walther Model (1891-1945)
- 5 de abril de 1945 - Ferdinand Schörner (1892-1973)
- 25 de abril de 1945 - Robert Ritter von Greim (1892-1945)

#### Mariscal del Reino Unido
- Mariscal de Campo Bernard Law Montgomery

#### Mariscal de la Unión Soviética
- Mariscal de la Unión Soviética Georgui Zhúkov
- Mariscal de la Unión Soviética Konstantín Rokosovski
- Mariscal de la Unión Soviética  Stalin (concedido por méritos políticos más que militares.Iósif Stalin estaba considerado como un oficial militar, pero no como uno de carrera)

#### Mariscal de Finlandia
- Gran Mariscal Carl Gustaf Emil Mannerheim

#### Otros
- Mariscal de Rumanía Ion Antonescu
- Mariscal de Yugoslavia Josip Broz Tito